# Head of the Class
Head of the Class is een Amerikaanse komedieserie die op de Amerikaanse televisie werd uitgezonden van 1986 tot 1990. In Nederland werd deze serie vanaf begin 1989 uitgezonden door de VARA op Nederland 1 onder de titel Een klas apart.
De serie volgt een groep van hoogbegaafde leerlingen van de fictieve Monroe High School in Manhattan, New York, en hun geschiedenisdocent Charlie Moore (Howard Hesseman). Hesseman verliet de serie in 1990 en werd in het laatste seizoen vervangen door het personage Billy MacGregor (Billy Connolly).

## Rolverdeling
- Charles P. "Charlie" Moore - Howard Hesseman (1986–1990; seizoen 1–4)
- Billy MacGregor - Billy Connolly (1990–1991; seizoen 5)
- Dr. Harold Samuels - William G. Schilling
- Bernadette Meara - Jeanetta Arnette
- Maria Borges - Leslie Bega (1986–1989; seizoen 1–3)
- Arvid Engen - Dan Frischman
- Darlene Merriman - Robin Givens
- Simone Foster - Khrystyne Haje
- Jawaharlal Choudhury - Jory Husain (1986–1989; seizoen 1–3)
- Alan Pinkard - Tony O'Dell
- Eric Mardian - Brian Robbins
- Sarah Nevins - Kimberly Russell
- Dennis Blunden - Dan Schneider
- Janice Lazarotto - Tannis Vallely (1986–1989; seizoen 1–3)
- Lori Applebaum - Marcia Christie
- Alex Torres - Michael DeLorenzo (1989–1991; seizoen 4–5)
- Dr. Enric Engen - Bruce Gray
- Madeline Mardian - Patricia McCormack
- Viki Amory - Lara Piper (1989–1991; seizoen 4–5)
- Theola June "T.J." Jones - Rain Pryor (1988–1991; seizoen 3–5)
- Jasper Kwong - Jonathan Ke Quan (1990–1991; seizoen 5)
- Aristotle McKenzie - De'voreaux White (1989–1991; seizoen 4–5)